# 肖方举
肖方举，男，汉族，四川富顺人，中共黨員，中華人民共和國武警少將警銜。

## 生平
肖方举歷任吉林省人大代表、武警吉林省总队干部、武警四川省总队副政委、四川省政協委員、中共十九大代表、武警內蒙古總隊政治委員、内蒙古自治区第十三届人民代表大会常务委员等職務。